# 2025-ös U17-es labdarúgó-világbajnokság
A 2025-ös U17-es labdarúgó-világbajnokság lesz a 20. ilyen jellegű torna. A tornát 24 válogatott részvételével november 3. és november 27. között rendezik Katarban, amely először lesz házigazda.
A világbajnokságon 2008. január 1. után született labdarúgók vehetnek részt. 

## Résztvevők
A házigazda Katar mellett a következő 47 válogatott vesz részt:
| Szövetség                                         | Selejtezőtorna                                  | Csapatok                |
| ------------------------------------------------- | ----------------------------------------------- | ----------------------- |
| AFC (Ázsia)                                       | 2025-ös U17-es Ázsia-kupa                       | Szaúd-Arábia            |
| AFC (Ázsia)                                       | 2025-ös U17-es Ázsia-kupa                       | Üzbegisztán             |
| AFC (Ázsia)                                       | 2025-ös U17-es Ázsia-kupa                       | Dél-Korea               |
| AFC (Ázsia)                                       | 2025-ös U17-es Ázsia-kupa                       | Japán                   |
| AFC (Ázsia)                                       | 2025-ös U17-es Ázsia-kupa                       | Indonézia               |
| AFC (Ázsia)                                       | 2025-ös U17-es Ázsia-kupa                       | Észak-Korea             |
| AFC (Ázsia)                                       | 2025-ös U17-es Ázsia-kupa                       | Egyesült Arab Emírségek |
| AFC (Ázsia)                                       | 2025-ös U17-es Ázsia-kupa                       | Tádzsikisztán           |
| CAF (Afrika)                                      | 2025-ös U17-es Afrika-kupa                      | Burkina Faso            |
| CAF (Afrika)                                      | 2025-ös U17-es Afrika-kupa                      | Mali                    |
| CAF (Afrika)                                      | 2025-ös U17-es Afrika-kupa                      | Szenegál                |
| CAF (Afrika)                                      | 2025-ös U17-es Afrika-kupa                      | Marokkó                 |
| CAF (Afrika)                                      | 2025-ös U17-es Afrika-kupa                      | Tunézia                 |
| CAF (Afrika)                                      | 2025-ös U17-es Afrika-kupa                      | Elefántcsontpart        |
| CAF (Afrika)                                      | 2025-ös U17-es Afrika-kupa                      | Dél-afrikai Köztársaság |
| CAF (Afrika)                                      | 2025-ös U17-es Afrika-kupa                      | Zambia                  |
| CAF (Afrika)                                      | 2025-ös U17-es Afrika-kupa                      | Uganda                  |
| CAF (Afrika)                                      | 2025-ös U17-es Afrika-kupa                      | Egyiptom                |
| CONCACAF (Észak- és Közép-amerikai, Karib-térség) | 2025-ös U17-es CONCACAF-aranykupa               | Egyesült Államok        |
| CONCACAF (Észak- és Közép-amerikai, Karib-térség) | 2025-ös U17-es CONCACAF-aranykupa               | Kanada                  |
| CONCACAF (Észak- és Közép-amerikai, Karib-térség) | 2025-ös U17-es CONCACAF-aranykupa               | Mexikó                  |
| CONCACAF (Észak- és Közép-amerikai, Karib-térség) | 2025-ös U17-es CONCACAF-aranykupa               | Panama                  |
| CONCACAF (Észak- és Közép-amerikai, Karib-térség) | 2025-ös U17-es CONCACAF-aranykupa               | Salvador                |
| CONCACAF (Észak- és Közép-amerikai, Karib-térség) | 2025-ös U17-es CONCACAF-aranykupa               | Honduras                |
| CONCACAF (Észak- és Közép-amerikai, Karib-térség) | 2025-ös U17-es CONCACAF-aranykupa               | Costa Rica              |
| CONCACAF (Észak- és Közép-amerikai, Karib-térség) | 2025-ös U17-es CONCACAF-aranykupa               | Haiti                   |
| CONMEBOL (Dél-Amerika)                            | 2025-ös U17-es dél-amerikai labdarúgó-bajnokság | Brazília                |
| CONMEBOL (Dél-Amerika)                            | 2025-ös U17-es dél-amerikai labdarúgó-bajnokság | Argentína               |
| CONMEBOL (Dél-Amerika)                            | 2025-ös U17-es dél-amerikai labdarúgó-bajnokság | Venezuela               |
| CONMEBOL (Dél-Amerika)                            | 2025-ös U17-es dél-amerikai labdarúgó-bajnokság | Bolívia                 |
| CONMEBOL (Dél-Amerika)                            | 2025-ös U17-es dél-amerikai labdarúgó-bajnokság | Kolumbia                |
| CONMEBOL (Dél-Amerika)                            | 2025-ös U17-es dél-amerikai labdarúgó-bajnokság | Chile                   |
| CONMEBOL (Dél-Amerika)                            | 2025-ös U17-es dél-amerikai labdarúgó-bajnokság | Paraguay                |
| OFC (Óceánia)                                     | 2024-es U17-es óceániai bajnokság               | Új-Kaledónia            |
| OFC (Óceánia)                                     | 2024-es U17-es óceániai bajnokság               | Új-Zéland               |
| OFC (Óceánia)                                     | 2024-es U17-es óceániai bajnokság               | Fidzsi-szigetek         |
| UEFA (Európa)                                     | 2025-ös U17-es labdarúgó-Európa-bajnokság       | Németország             |
| UEFA (Európa)                                     | 2025-ös U17-es labdarúgó-Európa-bajnokság       | Franciaország           |
| UEFA (Európa)                                     | 2025-ös U17-es labdarúgó-Európa-bajnokság       | Ausztria                |
| UEFA (Európa)                                     | 2025-ös U17-es labdarúgó-Európa-bajnokság       | Olaszország             |
| UEFA (Európa)                                     | 2025-ös U17-es labdarúgó-Európa-bajnokság       | Anglia                  |
| UEFA (Európa)                                     | 2025-ös U17-es labdarúgó-Európa-bajnokság       | Belgium                 |
| UEFA (Európa)                                     | 2025-ös U17-es labdarúgó-Európa-bajnokság       | Svájc                   |
| UEFA (Európa)                                     | 2025-ös U17-es labdarúgó-Európa-bajnokság       | Horvátország            |
| UEFA (Európa)                                     | 2025-ös U17-es labdarúgó-Európa-bajnokság       | Csehország              |
| UEFA (Európa)                                     | 2025-ös U17-es labdarúgó-Európa-bajnokság       | Portugália              |
| UEFA (Európa)                                     | 2025-ös U17-es labdarúgó-Európa-bajnokság       | Írország                |
| Rendező ország                                    | Rendező ország                                  | Katar                   |

## Csoportkör
A csoportkörben minden csapat a másik három csapattal egy-egy mérkőzést játszik, így összesen 6 mérkőzésre kerül sor mind a hat csoportban. A csoportokból az első két helyezett és a négy legjobb harmadik helyezett jut tovább. Minden csoportban az utolsó két mérkőzést azonos időpontban játsszák. A csoportkör után egyenes kieséses rendszerben folytatódik a vb.
Sorrend meghatározása
1. több szerzett pont az összes mérkőzésen
2. jobb gólkülönbség az összes mérkőzésen
3. több lőtt gól az összes mérkőzésen
4. több szerzett pont az azonosan álló csapatok között lejátszott mérkőzéseken
5. jobb gólkülönbség az azonosan álló csapatok között lejátszott mérkőzéseken
6. több lőtt gól az azonosan álló csapatok között lejátszott mérkőzéseken
7. sorsolás